# ケプラー36
ケプラー36（英語: Kepler-36)とは、はくちょう座の方向に1,750光年離れた位置にある恒星である。

## 特徴
| 太陽 | ケプラー36 |
| ---- | ---------- |
| 太陽 | Exoplanet  |

ケプラー36は質量よりも半径のほうが値が大きい為、表面の重力や密度の値は太陽より小さくなる。このことから恒星は主系列星の段階を終え、間もなく赤色巨星になる、準巨星の段階にあるとされている。
2012年に、ケプラー宇宙望遠鏡の観測により2つの太陽系外惑星が発見された。この2つの惑星は、互いの軌道が非常に接近している。
2つの惑星は似たような軌道半径を持つにもかかわらず、平均密度には一桁近い差がある。内側の惑星b（平均密度7.2g/cm3）はほぼ岩石のみで構成される地球型惑星であるのに対し、外側の惑星c（平均密度0.82g/cm3）は水素・ヘリウムの外層を持つガス惑星だと考えられている。このような極端な組成の違いは惑星大気の光蒸発によって説明づけられた。
| 名称 （恒星に近い順） | 質量               | 軌道長半径 （天文単位） | 公転周期 (日)             | 軌道離心率 | 軌道傾斜角        | 半径           |
| --------------------- | ------------------ | ----------------------- | ------------------------- | ---------- | ----------------- | -------------- |
| b                     | 4.45+0.33 −0.27 M⊕ | 0.1153±0.0015           | 13.83989+0.00082 −0.00060 | <0.039     | 90.01+0.69 −0.71° | 1.486±0.035 R⊕ |
| c                     | 8.08+0.60 −0.46 M⊕ | 0.1283±0.0016           | 16.23385+0.0038 −0.00054  | <0.033     | 89.98+0.54 −0.53° | 3.679±0.054 R⊕ |